# رباعي المساري
الصمام الرباعي نبيطة وصمام مفرغ تطور من الصمام الثلاثي الذي تطور من الصمام الثنائي وهو مكون إلكتروني يستعمل في تضخيم الإشارة.اخترعه المهندس الألماني والتر شوتكي عام 1919 حينما كان يعمل في سيمنس حيث أضاف على الصمام الثلاثي شبكة حجب ما بدل من أداء الصمام.وبعدها بسبع سنين في عام 1926 اخترع المهندس الألماني برنارد تيليجين الصمام الخماسي بإضافة شبكة كبت.

## مبدأ العمل
إن وجود شبكة الحجز بين المصعد وشبكة التحكم يقلل من شأن السعة الكهربائية الطفيلية مما يتيح للصمام الرباعي العمل في نطاقات ترددية أعرض.وكلما ازداد فرق الجهد بين المهبط وشبكة الحجب ازدادت سرعة الإلكترونات فازداد تضخيم الصمام للإشارة.لكن ازدياد سرعة الإلكترونات وسخونة المصعد تزيدان أثر الانبعاث الثانوي للالكترونات من المصعد إلى شبكة الحجب ما يخلق في نهاية المطاف مقاومة سالبة (لان ازدياد فرق الجهد يرافقه انخفاض في التيار المار).لكن يمكن التغلب على المقاومة السالبة بوضع شبكة كبت بين المصعد وشبكة الحجب بحيث تتولى حبس الالكترونات الثانوية عن شبكة الحجب وتعيدها إلى المصعد، كما هو حاص في الصمام الخماسي.

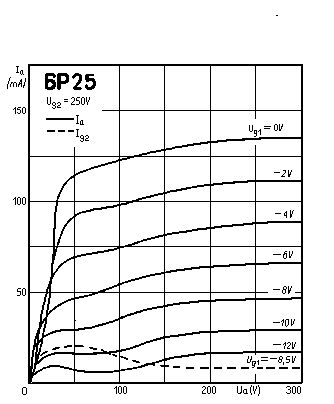
منحنى الجهد\التيار للصمام الرباعي SP25 ويتمثل أثر المقاومة السالبة في عكس اتجاه المنحنى بعد نقطة معينة.

## إحالات
1. ↑  تاريخ الصمامات المفرغة وتطورها مع الزمن. نسخة محفوظة 25 أغسطس 2017 على موقع واي باك مشين.
2. ↑  L.W. Turner, (ed), Electronics Engineer's Reference Book, الطبعة الرابعة. Newnes-Butterworth, لندن 1976 ردمك 0 408 00168 صـ 7-19